# Lexington Sporting Club
Il Lexington Sporting Club è una società calcistica statunitense con sede a Lexington, nello stato del Kentucky, e che disputa le proprie partite interne presso il Lexington Sporting Club Stadium, impianto da 7.500 posti a sedere inaugurato nel 2024.
Dal 2025 milita nella USL Championship, campionato professionistico di secondo livello dopo aver militato per le prime due stagioni della sua esistenza nella USL League One, campionato professionistico di terzo livello.

## Storia
Il 5 ottobre 2021 la USL annunciò la creazione di un nuovo club a Lexington che avrebbe iniziato a giocare a partire dalla stagione 2023 nella USL League One. Il 22 marzo 2022 il club rivelò il suo nome, colori e stemma.
La partita inaugurale del club si disputò il 18 marzo 2023, una sconfitta per 2-1 contro lo One Knoxville, altro club al debutto nella lega, mentre la prima vittoria avvenne un mese dopo, il 15 aprile 2023, un successo per 2-1 contro il South Georgia Tormenta.
Con il completamento dei lavori del nuovo impianto di gioco situato a Lexington il club, nonostante i risultati sul campo non eccelsi (due campionati chiusi fuori dalla zona playoff), decise di provare il salto nella USL Championship a partire dalla stagione 2025.

## Stadio
Il club disputa le proprie partite interne presso il Lexington Sporting Club Stadium, impianto da 7.500 posti a sedere inaugurato nell'estate 2024. Nei primi giorni di vita il club ha giocato le gare a Georgetown.

## Rivalità
Con l'ammissione in USL Championship il club affronta i rivali del Louisville City, altro club del Kentucky in quello che è stato definito come il Bluegrassico.